# Royal Peculiar

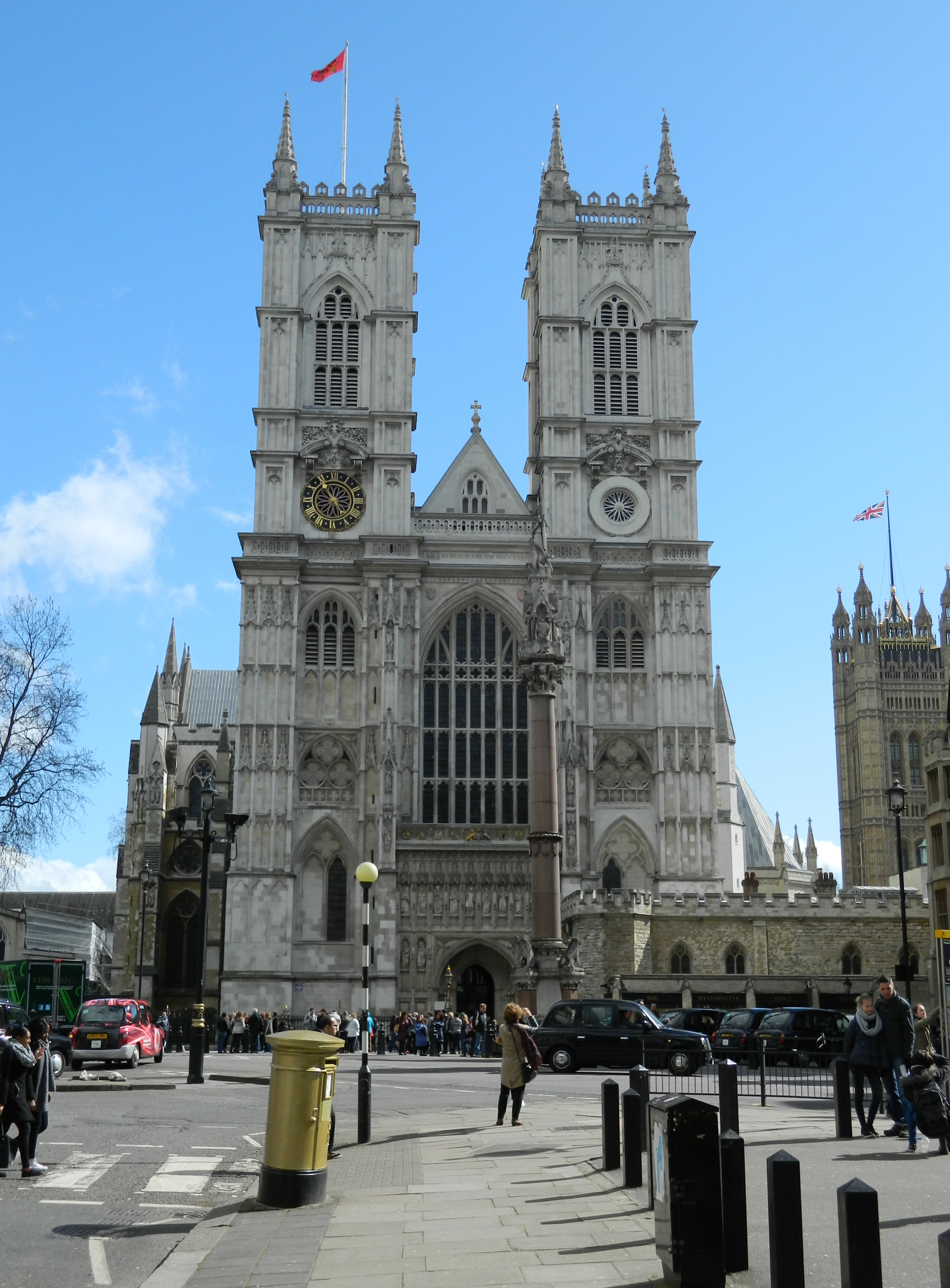
Westminster Abbey i City of Westminster (London).

Royal Peculiar är en kyrkobyggnad eller församling inom Engelska kyrkan som inte står under den ordinarie kyrkohierarkin i det stift och den kyrkoprovins den befinner sig geografiskt utan istället är direkt underställd monarken.

## Historia
Historiskt kom de flesta medeltida församlingskyrkor i England under anglosaxisk tid att grundas av de lokala jordägarna, vars markers gränser därmed sammanföll med församlingens. En Peculiar betecknar en kyrka som av olika orsaker lydde under någon annan än den lokala biskopen, exempelvis en annan kyrklig ledare, monarken, en annan biskop eller ärkebiskop, dekanen eller domkapitlet i en lokal katedral, eller någon riddarorden som Tempelherreorden eller Johanniterorden.
De flesta sådana Peculiars överlevde engelska reformationen men kom i de flesta fall successivt fram till 1800-talet att avskaffas genom lagstiftning som förde in kyrkorna under sina geografiska stift. Royal Peculiars kom dock att i stor utsträckning bevaras som kungliga undantag, varav de flesta idag ligger inom Londons stift.

## Royal Peculiars i Storbritannien

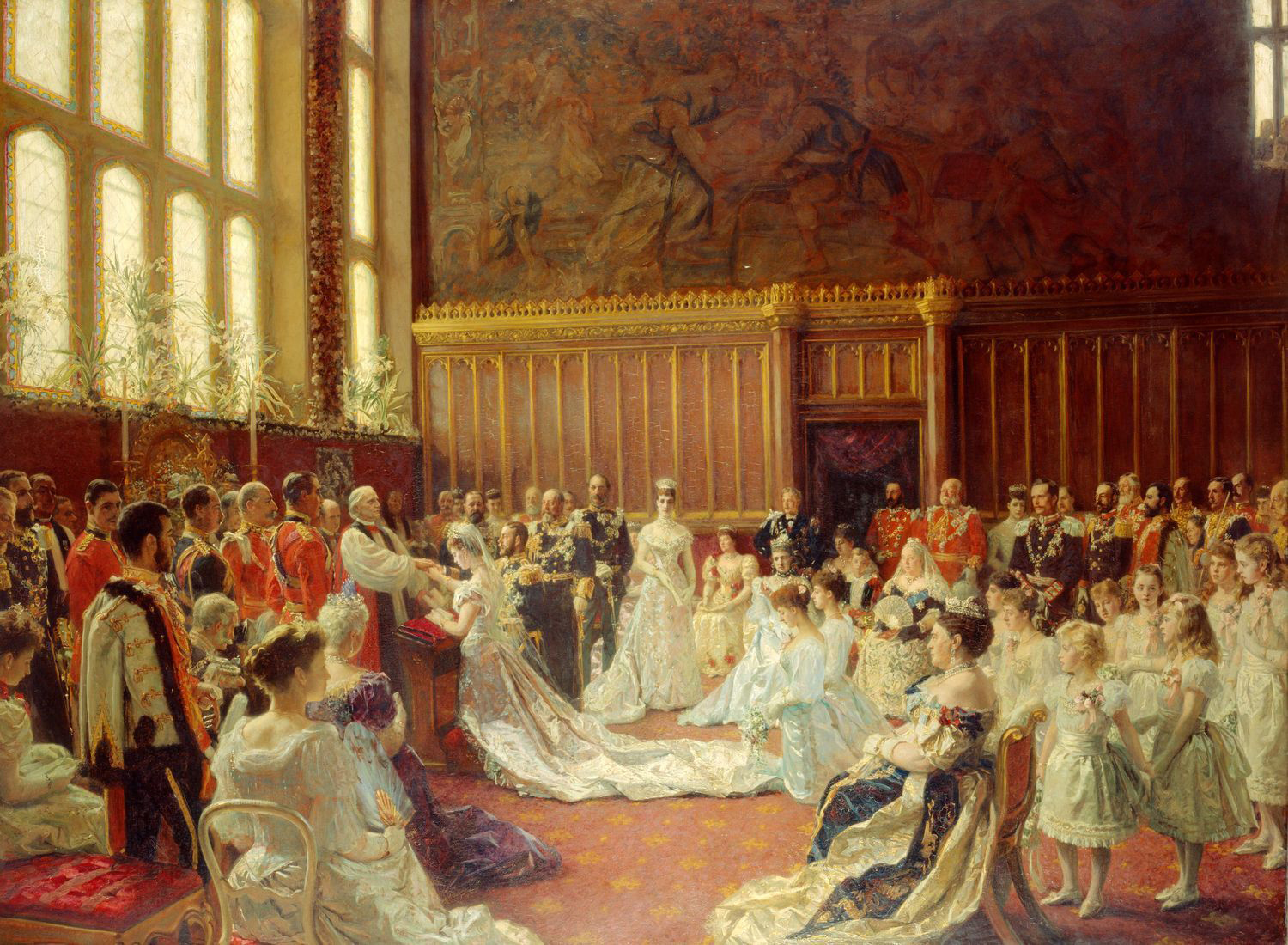
Målning från 1894 av Laurits Tuxen föreställande vigseln 1893 mellan prins Georg, hertig av York (framtide kung Georg V) med Mary av Teck inne i slottskapellet i St James's Palace.

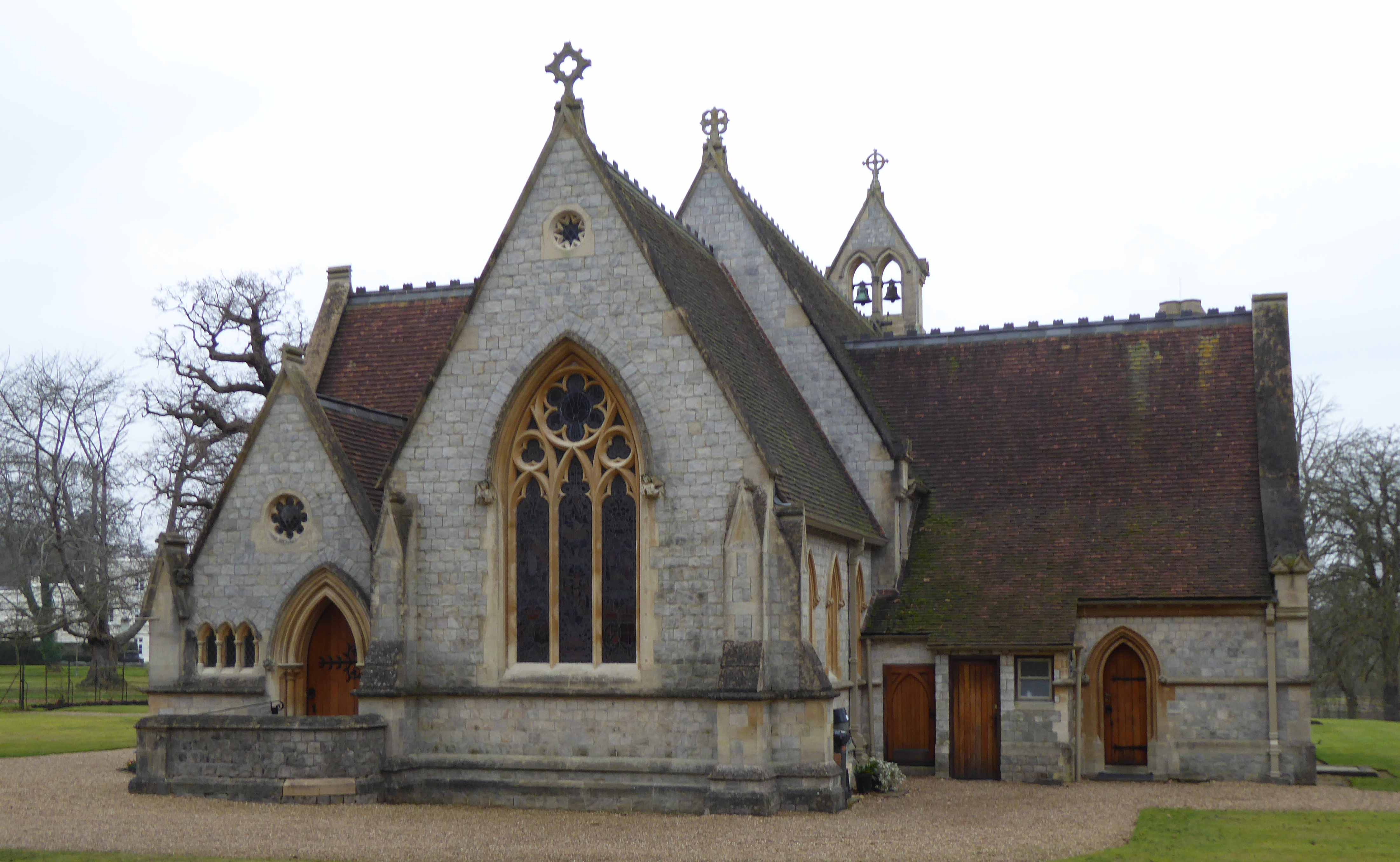
Royal Chapel of All Saints i Windsor Great Park.

### London
- Westminster Abbey, formellt The Collegiate Church of St Peter, Westminster
- The Chapel Royal i St James's Palace
- The Queen's Chapel i St James's Palace
- The Chapel Royal i Hampton Court Palace
- The Chapel of St John the Evangelist i Towern
- The Chapel of St Peter ad Vincula i Towern
- The Queen's Chapel of the Savoy (sedan 2016), Savoy Palaces tidigare kapell
- The Chapel of St Mary Undercroft i Palace of Westminster
- The Royal Foundation of St Katharine (vid Towern)
- Temple Church

### Edinburgh
- Chapel Royal i Holyrood Palace

### Cambridge
- The Church of St Edward, King and Martyr

### Windsor
- St George's Chapel i Windsor Castle, även Strumpebandsordens kapell.[2]
- Royal Chapel of All Saints (vid Royal Lodge i Windsorparken)[3]